# Jeff Rawle
Jeff Rawle, född 20 juli 1951 i Birmingham i England, är en brittisk skådespelare. 
Hans familj flyttade till Sheffield och det var på High Storrs Grammar school, då han medverkade i skolpjäser, som han först intresserade sig för skådespeleri. Han arbetade på Sheffield playhouse innan han började på London Academy of Music and Dramatic Art. Det var då han spelade sin första större roll i en tv-serie, som Billy i Keith Waterhous och Willis Halls TV-version av Billy Liar
Han spelade rollen som Amos Diggory i Harry Potter-filmerna, och är troligtvis mest känd för rollen som George Dent i situationskomedin Drop the Dead Donkey.
1984 medverkade han i Doctor Who-avsnittet Frontios.
Jeff är även manusförfattare och har skrivit bland andra The Young Poisoner's Handbook 1995 och Who Goes There?.